# PRO TREK

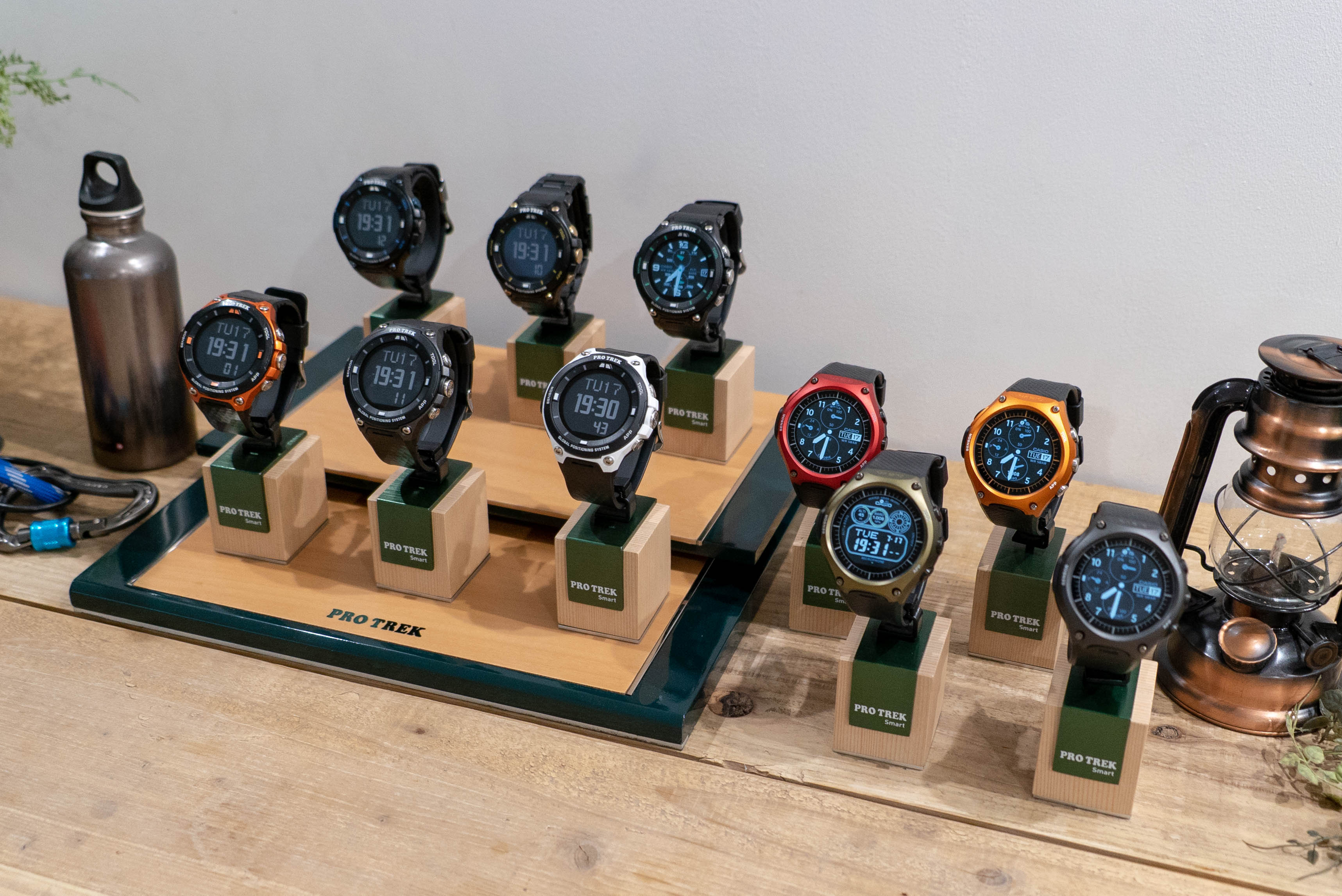
2018年に行われたイベントでの展示品。

PRO TREK（プロトレック）は、カシオ計算機が販売する腕時計のブランドである。
登山などのアウトドアで使用されることを想定しており、ほとんどの機種が温度センサー・気圧センサー・方位センサーを装備し、気温・気圧・方位を計測できるのが特徴である。
大半の機種に標準電波受信機能が搭載され、そのほとんどは欧州など日本国外の電波受信にも対応する。

## 概要
プロトレックシリーズの開発は登山家・竹内洋岳や岩崎元郎らのニーズをフィードバックして行われる。また、カシオの開発メンバー自身が実際に登山して使用体感を検証している。
1994年にトリプルセンサーを搭載した最初の製品 (ATC-1100) を開発・発売。翌年に初のPRO TREKブランド製品を発売。 2000年に「大画面」「かんたん操作」のコンセプトで、現在の製品群と同等の計測機能を持つ大画面・二層液晶（デュプレックスLCD）の製品 (PRG-40) を発売。2002年にはタフソーラーを搭載 (PRG-50) 。
2005年には電波ソーラー時計PRW-1000シリーズを発売する。PRW-1000シリーズはデュプレックスLCDを搭載し、アウトドアツールとしては優秀だったが本格的な登山用としては成功作とはいえなかった。竹内はヒマラヤのシシャパンマ登頂時にPRW-1000を携行したが、ロープを扱うような手先で微妙な作業をする場合、手首の動きを妨げる障害となるほど大きく厚すぎたため腕への装着はできず、首から提げて使ったという。このため後継モデルはデュプレックスLCDを止めてでも薄型化を行っている (PRW-1300シリーズ)。
竹内がPRW-1300を着用して2007年にマナスルを登頂した時の感想やアドバイスを基に次期モデルの開発（開発コード名"マナスル"）が行われ、
2009年のPRX-2000シリーズ「マナスル」に反映されている。技術の進歩によりデュプレックスLCDを搭載しながら薄型化を両立している。

## 主に搭載されている機能

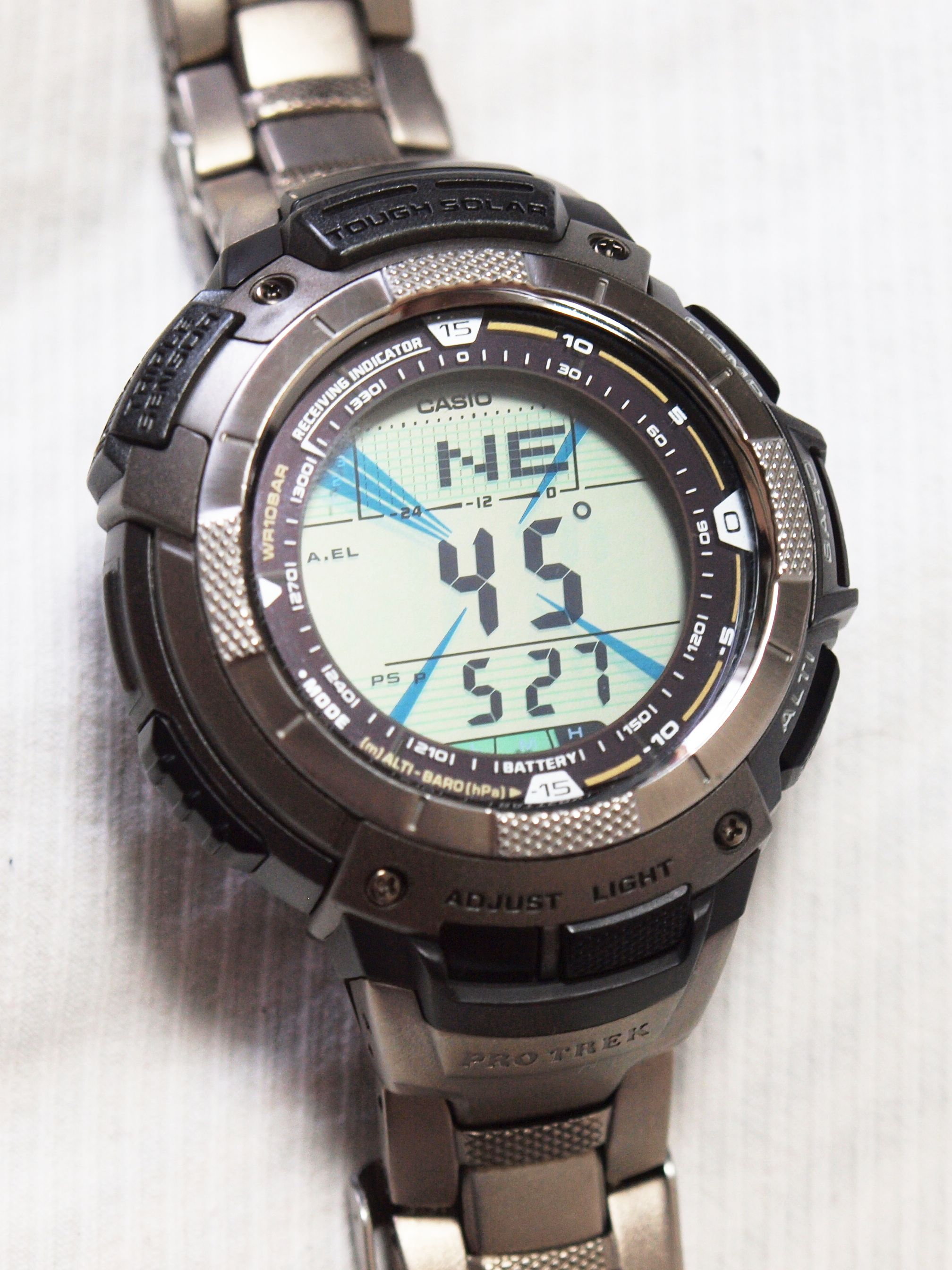
PROTREK PRW-1000TJ-7JR
（デュプレックスLCDによる方位計測機能表示）

下記に記されている機能は、すべての機種に搭載されているわけではなく、購入時には、どの機種にどの機能が搭載されているか確認する必要がある。
- 方位計測機能

内蔵センサーにより磁北を0度として、時計12時方向が指している方角を表示する機能。機種により角度のみの表示、方位の表示、方位グラフィック表示を備える。上位機種には、計測時に時計12時方向が指している方角を記憶し、霧や吹雪など視界の悪化でも方位を見失わないよう、目標物の方角を示すベアリングメモリ機能や、磁北と地図上の真北を補正する機能を有するものもある。計測に当たっては、時計本体を水平に保つことと、着磁などの影響による誤差を避けるためのキャリブレーションが必要となる。
あらかじめ時差、緯度・経度、太陽の方向をセットすることにより、時計回りのベゼルにある同じ数字の位置を太陽に向けると、時計の12時位置方向が北となる簡易的方角計測機能を搭載している機種もある。
- 気圧測定機能

内蔵センサーにより、現在の気圧をヘクトパスカル単位で表示する機能。機種により過去12時間～24時間の間に自動的に気圧データを取得し、その変動をグラフィック表示するもの、上位機種によっては、最終自動取得データと現在測定値の差をグラフィック表示するものがある。グラフィック表示機能のある機種では、そのグラフィックによる気圧の傾向で、天候の予測を行うことが出来る。高高度の登山や、高層建築物での昇降などでは異常な数値を示す場合がある。
- 温度計測機能

時計内部に搭載された温度センサーにより、現在の気温を表示する機能。腕時計であるがために、素肌に装着した場合、体温を感知し正確な温度を表示しない点に注意が必要。時計内部の基盤に温度センサーが設置されているため、正確な外気温を計測する場合、数分から数十分腕から外しておくことが必要となる。
- 高度計測機能

高度が上がれば気圧が下がる現象を利用し、現在の高度を表示する機能。機種により、バーグラフによる高度の推移の表示機能、一定時間ごとに高度データを記憶する機能、最近の自動取得データ値と現在測定値の差をグラフィック表示する機能を有するものがある。注意点として、高度データは海抜0メートルを基準としているわけではなく、測定開始点からの高度を表示する相対高度計であることと、時々刻々変化する気圧により測定誤差が発生するため、登山などでは標高点表示に合わせて再調整（キャリブレーション）が必要な場合がある。
- タイドグラフ機能

潮の干満を時刻より割り出してグラフィック表示する機能。主にフィッシャーマン向け製品、SEA PATHFINDERなど海での用途向けの製品、PRO TREKシリーズでは上位機種に搭載される。内蔵コンピュータによる簡易計算で潮汐を予測しているため、リアルタイムに正確な潮汐情報を表示することは不可能であり、あくまで参考程度の表示である。
- 日の出・日の入り予測機能

現在地点の緯度経度の入力、もしくは主要都市のデータ設定により、日の出時刻・日の入り時刻を予想して表示する機能。
- ムーンデータ（月齢表示）機能

月齢のグラフィック表示を行う機能。主にフィッシャーマン向けモデル、上位機種に搭載される。内蔵コンピュータによる簡易計算のため、新聞や天文台などの公式な情報と誤差が生じる。
- オートライト機能

本体を一定角度に傾けると、自動的にバックライトが点灯する機能。
- デュプレックスLCD機能

通常時刻などを表示するLCDの上に、方位グラフィックや気圧・高度差を表示する二重液晶機能。
- タフソーラー機能

- 電波時計機能

トリプルセンサーを搭載した上位モデルでも標準電波受信機能を搭載しない機種もある。

## 日本国外向けPRO TREK・北米版Pathfinderシリーズ
日本国外での名称は日本国内版同様「PRO TREK」であるが、アメリカ、カナダのみ「Pathfinder」の名称を使用する。
製品の型番が、日本国内版であれば PR*-****（例：PRW-1500、PRG-40など）であるのに対し、Pathfinderは PA*-****となっている。
基本的に日本国内版と機能に差はないが、各種センサーの表示単位の切り替え機能が付加されている。
なお、日本国内の時刻電波のみに対応したPRW-1000シリーズに相当する日本国外版は存在していない。
電波時計に対応した製品は、日本国外の電波に対応できるPRW-1100相当以降からラインナップされている。
PRO TREK・Pathfinder共通の機能
- ホームタイム都市

工場出荷時設定段階での違い
Pathfinderにのみ搭載されている機能
- 気圧

ヘクトパスカル（hPa）と水銀柱インチ（inHg）単位の切り替え
- 温度

摂氏（゜C）と華氏（゜F）単位の切り替え
- 高度

メートル（m）とフィート（ft）単位の切り替え
単位切り替えができることを好む人は、逆輸入でPathfinderを求めることがある。
日本国内版、日本国外版とも液晶ディスプレイは共通部品であり、国内版製品でも光の当て具合や見る角度によって、国外版製品の単位表示パターンが存在していることを確認できる。

## アンバサダー
- 竹内洋岳

## 脚註
1. ↑  “【レポート】プロも納得のアウトドアウオッチ「PRO TREK」の真価を試す (1) 開発者はただの山好き!?”. マイコミジャーナル. (2008年8月7日)
2. ↑  “【インタビュー】クライマー自らが開発したアウトドアウオッチ「PRO TREK」 - 登山家・竹内洋岳&牛山和人 (1) 頂上モデル開発へのモチベーション”. マイコミジャーナル. (2009年4月20日)
3. ↑  “相棒という名の腕時計 …カシオ PRO TREK PRX-2000T レビュー”. FC2ブログ. 2024年6月7日閲覧。[リンク切れ]
4. ↑  “その名は「マナスル」: 登山家・竹内洋岳　公式ブログ”. 報知新聞社. 2024年6月7日閲覧。[リンク切れ]